# Dominus (groupe)
Pour les articles homonymes, voir Dominus.
Dominus est un groupe de death metal danois, originaire de Ringsted. Il est formé en 1991 et séparé en 2001. Ils comptent au total un single, deux démos, et quatre albums, chacun étant différent musicalement. À leur séparation, Michael Poulsen forme le groupe Volbeat, nommé d'après l'album Vol.Beat qu'ils publient en 1997.

## Biographie
Dominus est formé en 1991 à Ringsted par Michael Poulsen,. Dominus publie sa première démo homonyme suivie de Ambrosius Locus en 1992, puis d'une cassette audio intitulée Astaroth au début de 1993. Leur première apparition commerciale s'effectue dans la compilation Fuck You, We're From Denmark publiée au label Progress Records. Dominus signe au label grec Molon Lave et y publie un single 7", intitulé Sidereal Path of Colours. 
Le premier album du groupe, View to the Dim est publié en mars 1995 au label Progress Records. À ses concerts en soutien à l'album, le groupe s'adresse principalement à son public scandinave. Ils recrutent par la suite l'ancien batteur du groupe Illdisposed, Lars Hald, et le bassiste Anders Nielsen. Cette nouvelle formation publie le deuxième album du groupe, intitulé The First 9 en septembre 1996. Après la sortie de l'album, le groupe publie un autre album intitulé Vol. Beat, en novembre 1997, qui assiste à un changement de style musical (metal dans le style rock 'n' roll. L'album est enregistré aux Jailhouse studios par Tommy Hansen.
Peu après, Dominus recrute le bassiste Frans Hellbus et le batteur Brian Andersen, puis à un death metal plus traditionnel avec la publication de l'album Godfallos en octobre 2000, au label DieHard Music,. Cependant, malgré le chaleureux accueil,, le groupe annonce sa séparation. Poulsen forme par la suite un groupe appelé Volbeat. Volbeat s'inspire du titre de leur album Vol. Beat. Jens Peter Storm et Daniel Preisler Larsen jouent plus tard dans le groupe de thrash metal TONS.

## Membres

### Derniers membres
- Brian Andersen - batterie (?-2000)[2]
- Jens Peter Storm - guitare (?-2000)[2]
- Michael Poulsen - chant, guitare (1991-2000)[2]
- Franz « Hellboss » Gottschalk - basse (2000)[2]

### Anciens membres
- Jesper Olsen - basse[2]
- Anders Nielsen - basse[2]
- Butch Christensen - basse[2]
- Jess Larsen - batterie[2]
- Lars Hald - batterie[2]
- Mads Hansen - guitare[2]
- Keld Buchhard - guitare[2]
- Daniel Preisler Larsen - batterie[2]

## Discographie

### Albums studio
- 1994 : View to the Dim
- 1996 : The First Nine
- 1997 : Vol.Beat
- 2000 : Godfallos

### Démos
- 1992 : Ambrosius Locus
- 1993 : Astaroth